# Danielle Scott (esquiadora)
Danielle Scott (Sídney, 7 de marzo de 1990) es una deportista australiana que compite en esquí acrobático, especialista en la prueba de salto aéreo.
Ganó cuatro medallas en el Campeonato Mundial de Esquí Acrobático entre los años 2013 y 2025.

## Medallero internacional
| Campeonato Mundial | Campeonato Mundial     | Campeonato Mundial | Campeonato Mundial |
| Año                | Lugar                  | Medalla            | Prueba             |
| ------------------ | ---------------------- | ------------------ | ------------------ |
| 2013               | Oslo/Voss (Noruega)    | Medalla de bronce  | Salto aéreo        |
| 2017               | Sierra Nevada (España) | Medalla de plata   | Salto aéreo        |
| 2023               | Bakuriani (Georgia)    | Medalla de plata   | Salto aéreo        |
| 2025               | Engadina (Suiza)       | Medalla de bronce  | Salto aéreo        |